# Rachid Filali Amine
Pour les articles homonymes, voir Amine.
Rachid Filali Amine est né en 1960 à Rabat. Il est actuellement wali attaché à l'administration centrale. Il est affilié au Parti de l'Istiqlal.

## Parcours
Après avoir décroché son baccalauréat en sciences économiques au lycée Jaber Ben Hayan à Casablanca, Rachid Filali Amine intègre l'Institut supérieur de commerce et d'administration des entreprises (option finance), il intègre après son diplôme un cabinet d'audit et exerce dans le secteur bancaire entre 1984 et 1986 à Wafabank. 
Après avoir dirigé plusieurs entreprises et occupé le poste de ministre du Secteur public et de la Privatisation dans le Gouvernement Abderrahmane el-Youssoufi entre 1998 et 2000, il reprend son activité dans le secteur privé.
Il est nommé Wali de la région Souss-Massa-Drâa et gouverneur de préfecture d'Agadir Ida-Outanane jusqu'au 1er mars 2010. Il sera nommé à la même date wali attaché à l'administration centrale par le roi Mohammed VI.
Actuellement il occupe le poste de Directeur Général de la société ELEC TRIMAROC opérant dans le domaine de l'éclairage publique.